# Starzeń
Starzeń – część wsi Rogalin (do 31 grudnia 2002 kolonia) w Polsce, położona w województwie lubelskim, w powiecie hrubieszowskim, w gminie Horodło.